# Philipp Uffenbach
Philipp Uffenbach (Frankfurt am Main, 1566. január 15. — Frankfurt am Main, 1636. április 6.) német manierista festő és rézmetsző. Matthias Grünewald és Albrecht Dürer reneszánsz festészeti hagyományai nyomán kezdett festeni.

## Életútja
Philipp Uffenbach eredeti neve atyja után Offenbach vagy Ofenbach lehetett. Mainzban tanult festeni Adam Grimmernél, ott találkozott Matthias Grünewalddal, kitől csomó rajz Philipp Uffenbach birtokába került, s jótékonyan hatott az ő munkásságára, akárcsak Albrecht Dürer művészetének ismerete.
1592-től tevékenykedett atyja műhelyében, 1598-ban kapott állampolgári jogot Frankfurt am Mainban, ugyanekkor alapított családot. Kevés festmény, nyomat, rajz maradt fent utána. Fontosabb művei: Napkeleti bölcsek imádása (1587) a weimari klasszikusok alapítványnál; Krisztus mennybemenetele a domonkos templomban Frankfurt am Mainban. Találhatók munkái a frankfurti történeti múzeumban. Ismeretes, hogy Frankfurt város vezetése portrékat, festményeket rendelt tőle, s azokat exportálta. A Hesse-Butzbach kastély festett mennyezete is az ő munkáját dicséri.
Uffenbach a festés és a rézmetszés mellett foglalkozott alkalmazott mechanikával, geometriával és anatómiával, sőt a kortárs divatot követve alkímiai kísérleteket is folytatott. Kiadott egy könyvet a napórákról és egyet a mechanikáról. Uffenbach neve ismert volt, s különösen az a tény, hogy Adam Elsheimer későbbi híres korai barokk stílusban festő művésznek ő volt a mestere.

## Fordítás
- Ez a szócikk részben vagy egészben a Philipp Uffenbach című német Wikipédia-szócikk ezen változatának fordításán alapul.  Az eredeti cikk szerkesztőit annak laptörténete sorolja fel. Ez a jelzés csupán a megfogalmazás eredetét és a szerzői jogokat jelzi, nem szolgál a cikkben szereplő információk forrásmegjelöléseként.